# گیرمو اورتیس کامارگو
گیرمو اورتیس کامارگو (انگلیسی: Guillermo Ortiz Camargo; ۲۵ ژوئن ۱۹۳۹ – ۱۷ دسامبر ۲۰۰۹) بازیکن فوتبال اهل مکزیک بود.
وی همچنین در تیم ملی فوتبال مکزیک بازی کرده‌است.